# Sieger der Nationenwertung bei Olympischen Spielen
Die folgenden Statistiken zeigen die Siegernationen bei Olympischen Sommer- und Winterspielen. Je nach Zählweise sind es die Nationen die am meisten Goldmedaillen oder die meisten Medaillen überhaupt gewonnen haben. Bei den Sommerspielen 1896, 1912, 1964 und 2008; sowie bei den Winterspielen 1924, 1948, 1980, 1984, 1994, 2002 und 2010 waren die Siegernationen beider Zählweisen nicht identisch.
Zweimal kam es nach Beendigung der Olympischen Spiele durch nachträgliche Disqualifizierungen noch zum Wechsel des Nationensiegers.
- Bei den Sommerspielen von 1912 in Stockholm lagen die USA in beiden Zählungen vorn, doch durch die Disqualifikation von Jim Thorpe verloren sie den Spitzenplatz nach Medaillenmenge an Schweden.
- Bei den Winterspielen von 2002 in Salt Lake City lag Deutschland in beiden Zählungen vorn. Nach der Disqualifikation des für Spanien startenden Johann Mühlegg ging der Spitzenplatz nach Goldmedaillen jedoch an Norwegen, weil zwei der zunächst Mühlegg zuerkannten Goldmedaillen an zweitplatzierte Norweger übergingen.

## Olympische Sommerspiele
| Olympische Spiele | Team                  | Goldmedaille | Silbermedaille | Bronzemedaille | Gesamt |
| --- | --------------------- | ------------ | -------------- | -------------- | ------ |
| 1896 Athen | Vereinigte Staaten *  | 11           | 7              | 2              | 20     |
| 1896 Athen | Griechenland **       | 10           | 17             | 19             | 46     |
| 1900 Paris | Frankreich            | 26           | 41             | 34             | 101    |
| 1904 St. Louis | Vereinigte Staaten    | 78           | 81             | 76             | 235    |
| 1906 Athen (Zwischenspiele) | Frankreich            | 15           | 9              | 16             | 40     |
| 1908 London | Großbritannien        | 56           | 51             | 39             | 146    |
| 1912 Stockholm | Vereinigte Staaten *  | 25           | 19             | 19             | 63     |
| 1912 Stockholm | Schweden **           | 24           | 24             | 17             | 65     |
| 1920 Antwerpen | Vereinigte Staaten    | 41           | 27             | 27             | 95     |
| 1924 Paris | Vereinigte Staaten    | 45           | 27             | 27             | 99     |
| 1928 Amsterdam | Vereinigte Staaten    | 22           | 18             | 16             | 56     |
| 1932 Los Angeles | Vereinigte Staaten    | 41           | 32             | 30             | 103    |
| 1936 Berlin | Deutschland           | 33           | 26             | 30             | 89     |
| 1948 London | Vereinigte Staaten    | 38           | 27             | 19             | 84     |
| 1952 Helsinki | Vereinigte Staaten    | 40           | 19             | 17             | 76     |
| 1956 Melbourne | Sowjetunion           | 37           | 29             | 32             | 98     |
| 1960 Rom | Sowjetunion           | 43           | 29             | 31             | 103    |
| 1964 Tokio | Vereinigte Staaten *  | 36           | 26             | 28             | 90     |
| 1964 Tokio | Sowjetunion **        | 30           | 31             | 35             | 96     |
| 1968 Mexiko-Stadt | Vereinigte Staaten    | 45           | 28             | 34             | 107    |
| 1972 München | Sowjetunion           | 50           | 27             | 22             | 99     |
| 1976 Montréal | Sowjetunion           | 49           | 41             | 35             | 125    |
| 1980 Moskau | Sowjetunion           | 80           | 69             | 46             | 195    |
| 1984 Los Angeles | Vereinigte Staaten    | 83           | 61             | 30             | 174    |
| 1988 Seoul | Sowjetunion           | 55           | 31             | 46             | 132    |
| 1992 Barcelona | Vereintes Team        | 45           | 38             | 29             | 112    |
| 1996 Atlanta | Vereinigte Staaten    | 44           | 32             | 25             | 101    |
| 2000 Sydney | Vereinigte Staaten    | 36           | 24             | 31             | 91     |
| 2004 Athen | Vereinigte Staaten    | 34           | 39             | 27             | 100    |
| 2008 Peking | China *               | 51           | 21             | 28             | 100    |
| 2008 Peking | Vereinigte Staaten ** | 36           | 38             | 36             | 110    |
| 2012 London | Vereinigte Staaten    | 46           | 28             | 29             | 103    |
| 2016 Rio de Janeiro | Vereinigte Staaten    | 46           | 37             | 38             | 121    |
| 2020 Tokio | Vereinigte Staaten    | 39           | 41             | 33             | 113    |
| 2024 Paris | Vereinigte Staaten    | 40           | 44             | 42             | 126    |
| | China *               | 40           | 27             | 24             | 91     |
| Nationen, die nach beiden Zählweisen die Nationenwertung gewannen Nationen, die nur einer Zählweise die Nationenwertung gewannen * Die meisten Goldmedaillen, aber nicht die meisten Medaillen insgesamt gewonnen. ** Die meisten Medaillen insgesamt, aber nicht die meisten Goldmedaillen gewonnen. fettgedruckt: Gastgeber Rekordmarken |                       |              |                |                |        |

### Ranglisten
| Rang | Land                         | Siege | Jahr(e) |
| ---- | ---------------------------- | ----- | --- |
| 1    | Vereinigte Staaten           | 19    | 1896, 1904, 1912, 1920, 1924, 1928, 1932, 1948, 1952, 1964, 1968, 1984, 1996, 2000, 2004, 2012, 2016, 2020, 2024 |
| 2    | Sowjetunion / Vereintes Team | 7     | 1956, 1960, 1972, 1976, 1980, 1988, 1992                                                                         |
| 3    | Frankreich                   | 2     | 1900, 1906 |
|      | China                        | 2     | 2008, 2024 |
| 5    | Deutschland                  | 1     | 1936 |
|      | Großbritannien               | 1     | 1908 |

| Rang | Land                         | Siege | Jahr(e)                                                                                              |
| ---- | ---------------------------- | ----- | --- |
| 1    | Vereinigte Staaten           | 17    | 1904, 1920, 1924, 1928, 1932, 1948, 1952, 1968, 1984, 1996, 2000, 2004, 2008, 2012, 2016, 2020, 2024 |
| 2    | Sowjetunion / Vereintes Team | 8     | 1956, 1960, 1972, 1976, 1964, 1980, 1988, 1992                                                       |
| 3    | Frankreich                   | 2     | 1900, 1906                                                                                           |
| 4    | Deutschland                  | 1     | 1936                                                                                                 |
|      | Großbritannien               | 1     | 1908                                                                                                 |
|      | Schweden                     | 1     | 1912                                                                                                 |
|      | Griechenland                 | 1     | 1896                                                                                                 |

## Olympische Winterspiele
| Olympische Spiele | Team                   | Goldmedaille | Silbermedaille | Bronzemedaille | Gesamt |
| --- | ---------------------- | ------------ | -------------- | -------------- | ------ |
| 1924 Chamonix | Norwegen               | 04           | 07             | 06             | 17     |
| | Finnland *             | 04           | 04             | 03             | 11     |
| 1928 Sankt Moritz | Norwegen               | 06           | 04             | 05             | 15     |
| 1932 Lake Placid | Vereinigte Staaten     | 06           | 04             | 02             | 12     |
| 1936 Garmisch-Partenkirchen | Norwegen               | 07           | 05             | 03             | 15     |
| 1948 Sankt Moritz | Norwegen               | 04           | 03             | 03             | 10     |
| 1948 Sankt Moritz | Schweden               | 04           | 03             | 03             | 10     |
| | Schweiz **             | 03           | 04             | 03             | 10     |
| 1952 Oslo | Norwegen               | 07           | 03             | 06             | 16     |
| 1956 Cortina d’Ampezzo | Sowjetunion            | 07           | 03             | 06             | 16     |
| 1960 Squaw Valley | Sowjetunion            | 07           | 05             | 09             | 21     |
| 1964 Innsbruck | Sowjetunion            | 11           | 08             | 06             | 25     |
| 1968 Grenoble | Norwegen               | 06           | 06             | 02             | 14     |
| 1972 Sapporo | Sowjetunion            | 08           | 05             | 03             | 16     |
| 1976 Innsbruck | Sowjetunion            | 13           | 06             | 08             | 27     |
| 1980 Lake Placid | Sowjetunion *          | 10           | 06             | 06             | 22     |
| 1980 Lake Placid | DDR **                 | 09           | 07             | 07             | 23     |
| 1984 Sarajewo | DDR *                  | 09           | 09             | 06             | 24     |
| 1984 Sarajewo | Sowjetunion **         | 06           | 10             | 09             | 25     |
| 1988 Calgary | Sowjetunion            | 11           | 09             | 09             | 29     |
| 1992 Albertville | Deutschland            | 10           | 10             | 06             | 26     |
| 1994 Lillehammer | Russische Föderation * | 11           | 08             | 04             | 23     |
| 1994 Lillehammer | Norwegen **            | 10           | 11             | 05             | 26     |
| 1998 Nagano | Deutschland            | 12           | 09             | 08             | 29     |
| 2002 Salt Lake City | Norwegen *             | 13           | 05             | 07             | 25     |
| 2002 Salt Lake City | Deutschland **         | 12           | 16             | 08             | 36     |
| 2006 Turin | Deutschland            | 11           | 12             | 06             | 29     |
| 2010 Vancouver | Kanada *               | 14           | 07             | 05             | 26     |
| 2010 Vancouver | Vereinigte Staaten **  | 09           | 15             | 13             | 37     |
| 2014 Sotschi | Russische Föderation   | 11           | 9              | 9              | 29     |
| 2018 Pyeongchang | Norwegen               | 14           | 14             | 11             | 39     |
| | Deutschland *          | 14           | 10             | 7              | 31     |
| 2022 Peking | Norwegen               | 16           | 8              | 13             | 37     |
| Nationen, die nach beiden Zählweisen die Nationenwertung gewannen Nationen, die nur einer Zählweise die Nationenwertung gewannen * Die meisten Goldmedaillen, aber nicht die meisten Medaillen insgesamt gewonnen. ** Die meisten Medaillen insgesamt, aber nicht die meisten Goldmedaillen gewonnen. fettgedruckt: Gastgeber Rekordmarken 1 |                        |              |                |                |        |

### Ranglisten
| Rang | Land                                     | Siege | Jahr(e)                                                                                         |
| ---- | ---------------------------------------- | ----- | ----------------------------------------------------------------------------------------------- |
| 1    | Russische Föderation (davon Sowjetunion) | 9 (7) | 1956, 1960, 1964, 1972, 1976, 1980, 1988, 1994, 2014 (1956, 1960, 1964, 1972, 1976, 1980, 1988) |
|      | Norwegen                                 | 9     | 1924, 1928, 1936, 1948, 1952, 1968, 2002, 2018, 2022                                            |
| 3    | Deutschland (davon DDR)                  | 5 (1) | 1984, 1992, 1998, 2006, 2018 (1984)                                                             |
| 4    | Finnland                                 | 1     | 1924                                                                                            |
|      | Kanada                                   | 1     | 2010                                                                                            |
|      | Schweden                                 | 1     | 1948                                                                                            |
|      | Vereinigte Staaten                       | 1     | 1932                                                                                            |

| Rang | Land                                     | Siege | Jahr(e)                                                                                   |
| ---- | ---------------------------------------- | ----- | ----------------------------------------------------------------------------------------- |
| 1    | Norwegen                                 | 9     | 1924, 1928, 1936, 1948, 1952, 1968, 1994, 2018, 2022                                      |
| 2    | Russische Föderation (davon Sowjetunion) | 8 (7) | 1956, 1960, 1964, 1972, 1976, 1984, 1988, 2014 (1956, 1960, 1964, 1972, 1976, 1984, 1988) |
| 3    | Deutschland (davon DDR)                  | 5 (1) | 1980, 1992, 1998, 2002, 2006 (1980)                                                       |
| 4    | Vereinigte Staaten                       | 2     | 1932, 2010                                                                                |
| 5    | Schweden                                 | 1     | 1948                                                                                      |
|      | Schweiz                                  | 1     | 1948                                                                                      |